# Tim King
Timothy James King (szül.: 1954; viselt nevén: Tim King) Ph.D., a Brit Számítástechnikai Társaság (British Computer Society) tagja, okleveles mérnök, akinek meghatározó szerepe volt az Amigák lemezkezelésért felelős AmigaDOS moduljának alapjául szolgáló TRIPOS 68k processzorokon alapuló portjának kifejlesztésében, továbbá a párhuzamos számítástechnikában úttörő Transputer mikroarchitektúra létrehozásában. Emellett több számítástechnikával kapcsolatos könyv írója is.

## Tevékenységei
Tim King a Cambridge-i Egyetem Számítástechnikai Laboratóriumában szerzett diplomát 1976-ban informatikából, majd elsők között ért el tudományos fokozatot relációs adatbázis rendszerek témában 1979-ben. Tanulmányai után egyetemi tanárként helyezkedett el korábbi alma materében, majd a Bath-i Egyetemen. A tanítás mellett különböző egyetemi projektekben vett részt relációs adatbázisok és operációs rendszerek területén.

### AmigaDOS
A Cambridge-ben nagygépeken kifejlesztett TRIPOS-t 1981-ben kezdték el portolni Motorola 68000 (68k) processzorokra dr. Tim King vezetésével a Bath-i Egyetemen. Dr. King a már kész operációs rendszerrel csatlakozott a MetaComCo (MCC) céghez 1983-ban, mint kutatásért és fejlesztésért felelős igazgató. A MetaComCo 1984-ben szerződést kötött az akkor már Commodore tulajdonú Amiga Corporation-nel mindössze 6 hónappal az Amiga új gépének tervezett megjelenése előtt. Tim King felelt az egész Amiga-projektért és folyamatosan ingázott Bristol és Amerika között. A projekt eredménye az AmigaDOS lett, mely az AmigaOS egyik alapvető rendszereleme és Amiga-felhasználók milliói használták az azóta eltelt évek alatt.

### Transputer
1986-ban saját céget alapított Perihelion néven és egy Unix-szerű operációs rendszert fejlesztett ki Helios néven, továbbá bedolgoztak az ARM architektúrán alapuló beágyazott rendszerekhez készített Transputer nevű mikroprocesszorok párhuzamos működését lehetővé tévő megoldásaiba. Állami projektekben is vettek részt hibatűrő rendszerek, illetve rádiókommunikációra képes kéziszámítógépek terén. A cégben 1994-ig dolgozott főállásban, majd a Perihelion 1998 decemberében befejezte az üzleti tevékenységét.

### Internetszolgáltató
1994-ben az Olivetti támogatásával megalapította az Egyesült Királyság egyik első internetszolgáltatóját (ISP), a UK Online-t. A céget annak 1996 novemberi - EasyNet csoportnak történő - eladásáig vezette.

### Tanácsadói tevékenység
Számos cégnek nyújt azóta tanácsadói szolgáltatásokat az e-business terén, beleértve több kockázati tőke alapkezelőt is, köztük a Bank of America, vagy a Deutsche Bank alapkezelőit, illetve internet startupokat. Dr. King legutóbbi tevékenységi területe a TJJ Ltd. cégnél szoftverekkel kapcsolatos szerzői jogvédelem és tanácsadás.

## Könyvei
- Tim King, Julian Schwarzenbach. Managing Data Quality – A practical guide (angol nyelven). BCS Learning & Development Ltd., 158. o. (2020. február 4.). ISBN 978-1-78017-4594
- Tim King, Dave Newson. Data Network Engineering, BT Telecommunications Series (angol nyelven). Springer, 346. o. (1999. július 31.). ISBN 978-0-79238-5943
- Tim King. Programming the M68000 (angol nyelven). Pearson Professional Education, 288. o. (1987). ISBN 978-0-80535-5505

## Magánélet
Jelenleg a walesi Shirenewton mellett él feleségével, Jessicával, akivel az egyetemi évek óta együtt vannak.